# АЕС Тайпінлін
Атомна електростанція Тайпінлін це атомна електростанція, що будується в місті Хуанбу, округ Хуйдун міста Хуйчжоу на узбережжі провінції Гуандун, на південному сході Китаю. Станція належить компанії CGN Huizhou Nuclear Power Co. CGN спочатку планувала встановити легководні реактори AP1000, але пізніше змінила плани на Хуалун 1.
Схвалення для станції було надано в лютому 2019 року, а перший бетон для енергоблоку 1 було залито в грудні 2019 року.
Погодження на енергоблоки 3 і 4 надано у грудні 2023 року.

## Інформація про реактори
| Блок        | Тип      | Валова потужність | Початок будівництва | Комерційна експлуатація | Зауваження |
| ----------- | -------- | ----------------- | ------------------- | ----------------------- | ---------- |
| Черга I     |          |                   |                     |                         |            |
| Тайпінлін 1 | Хуалун 1 | 1200 МВт          | 26 грудня 2019      | 2025 (план)             | [ 3 ]      |
| Тайпінлін 2 | Хуалун 1 | 1200 МВт          | 15 жовтня 2020      | 2026 (план)             | [ 4 ]      |
| Черга II    |          |                   |                     |                         |            |
| Тайпінлін 3 | Хуалун 1 |                   |                     |                         |            |
| Тайпінлін 4 | Хуалун 1 |                   |                     |                         |            |
| Черга III   |          |                   |                     |                         |            |
| Тайпінлін 5 | Хуалун 1 |                   |                     |                         |            |
| Тайпінлін 6 | Хуалун 1 |                   |                     |                         |            |